# Carl Radnitzky
Carl Radnitzky (* 16. November 1818 in Wien; † 10. Januar 1901 ebenda) war ein österreichischer Stempelschneider und Medailleur. Signatur: „C·R·“; „C. Radnitzky“.

## Leben
Carl Radnitzky kam als ältestes von fünf Kindern des k.k. Hofgraveurs und Münzhändlers Joseph Radnitzky (um 1793–1873) und der Magdalena, geborene Grabo, zur Welt. Sein Bruder Joseph jun. (um 1820–1888) und sein Neffe Karl jun. (1855–1920) waren später ebenfalls k.k. Hofgraveure.

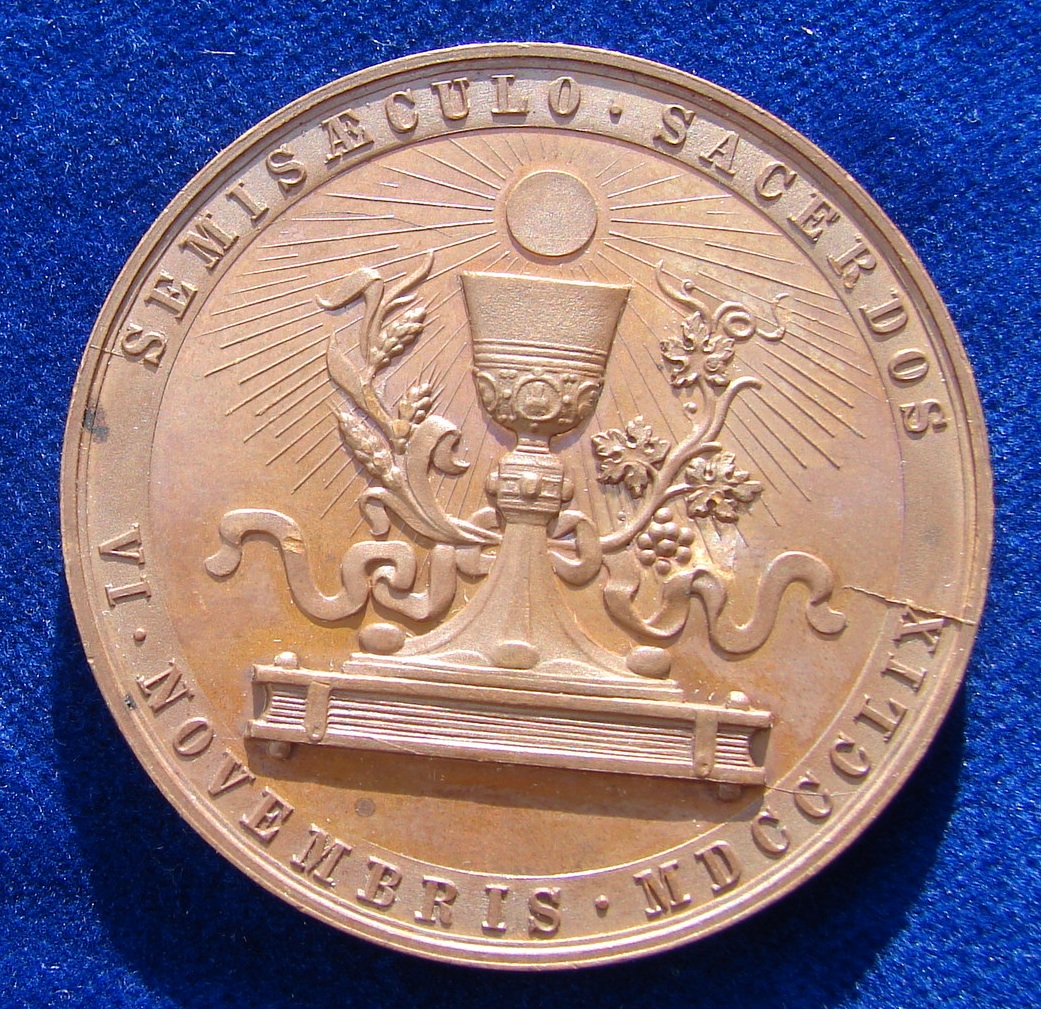
Carl Radnitzky schuf auch die Rückseite der Medaille zum 50. Priesterjubiläum 1859 von Kardinal Scitovský.

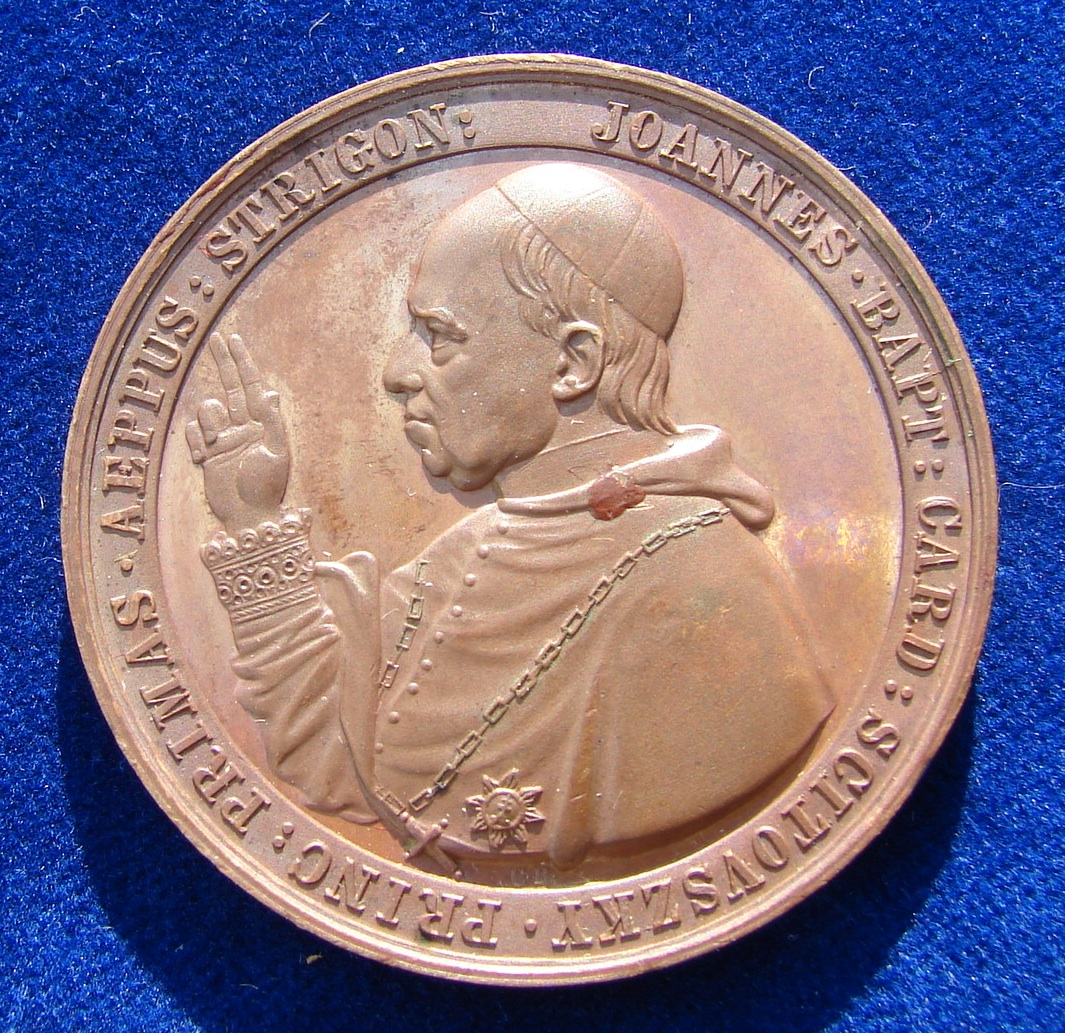
Vorderseite der Medaille von Carl Radnitzky zum 50. Priesterjubiläum 1859 von Kardinal Johannes Baptist Scitovský.

Nach dem Besuch der unteren Klassen des Schottengymnasiums besuchte Radnitzky ab 1836 die Graveurakademie des Wiener Hauptmünzamtes und lernte dort die Stempelschneidekunst bei Joseph Daniel Böhm. 1837 trat Carl Radnitzky als unbesoldeter Praktikant in das Hauptmünzamt ein und stieg dort schließlich 1849 zum provisorischen Graveuradjunkt auf. Für sein erstes größeres Werk, eine Rubens-Medaille, erhielt er 1842 den Reichel-Preis der Akademie der bildenden Künste, der ihm 1843 eine in Begleitung des Opernsängers Franz Hauser durchgeführte Studienreise nach Dresden, Leipzig und Berlin ermöglichte. Der Erfolg bei einem Wettbewerb der Wiener Münzgraveure erlaubte ihm ab 1847 eine weitere Studienreise auf Staatskosten, die ihn nach Deutschland, Belgien und Frankreich führte. Nach Ausbruch der Februarrevolution 1848 kehrte er aus Paris nach Wien zurück.
Im Jahr 1850 wurde Radnitzky als Lehrer für ornamentales und figurales Modellieren an die k.k. Elementar-Modellierschule der Akademie berufen. 1853 erhielt er dort die Professur für Kleinere Plastik, Ornamentik und Medailleurkunst und lehrte dort, seit 1872 als Leiter der Spezialschule für Graveur- und Medailleurkunst, bis zu seiner Pensionierung 1881. Zu seinen Schülern zählten Joseph Boehm, Josef Tautenhayn, Anton Scharff, Friedrich Beer und Robert Weigl. 1857 schuf er die Gedenkmünze mit dem Nennwert 2 Vereinstaler aus Anlass der „Vollendung der österreichischen Südbahn“.
Radnitzkys Werk umfasst mehrere 100 Gedenkmünzen und Erinnerungsmedaillen, darunter die Medaillen auf die Enthüllung der Denkmäler Erzherzog Karls (1860) und Prinz Eugens (1865), beide am Heldenplatz, und des Schiller-Denkmals am Schillerplatz (1876). Er schuf den Südbahn-Doppeltaler (1857), Gedenkmünzen für die Säkularfeiern Mozarts (1856) und Beethovens (1870) und porträtierte Persönlichkeiten wie Jenny Lind, den Freiherrn von Hammer-Purgstall, Friedrich Halm, Hermann Rollett, Franz Grillparzer und Franz Liszt. Zu seinen größeren Arbeiten zählen eine Beethovenbüste für die Gesellschaft der Musikfreunde in Wien und 15 Medaillons mit Künstlerbildnissen für die Logenbrüstungen I. Klasse der Wiener Staatsoper.
Außerdem beschäftigte sich Radnitzky, durch den Einfluss seines Lehrers J. D. Böhm, mit der Kunst- und Kulturgeschichte seiner österreichischen Heimat. Er war Mitglied der Zentralkommission zur Erforschung und Erhaltung von Kunstdenkmalen und von 1868 bis 1898 Kuratoriumsmitglied des k. k. österreichischen Museums.
Aus Radnitzkys Ehe mit Maria Juliana (Julie) Mohr (1833–?), der Tochter eines Hauptmanns, entstammte sein Sohn Ernst (1862–1939), später Jurist und Ministerialsekretär im Finanzministerium.

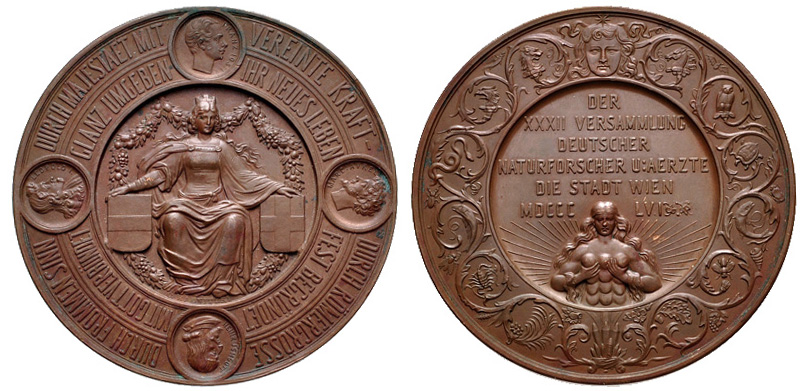
Wien, Medaille der 32ten Versammlung deutscher Naturforscher und Ärzte 1856

Sein Grab befindet sich auf dem Grinzinger Friedhof, Gruppe 3, Nummer 19 (ehrenhalber gewidmetes Grab der Stadt Wien seit 1938).